# MAB PA-15
MAB PA-15 (фр. Pistolet Automatique 15) — французский самозарядный пистолет калибра 9 мм, представленный Manufacture d'armes de Bayonne в 1966 году с целью замены MAC Mle 1950. Всего было произведено 100 000 пистолетов в период с 1965 по 1981 года.

## Использование
MAB PA-15 был создан в 1966 году компанией Manufacture d'armes de Bayonne на полигоне в Сант-Этьене. Пистолет предназначался как замена MAC Mle 1950 в французской армии. Но на вооружение армии пистолет так и не поступил, лишь французские ВВС и жандармерия приняли ограниченную партию его спортивной версии, также пистолет был замечен у некоторых французских офицеров и десантников. В 1970 году. после испытаний пистолета финскими военными, его решили принять на вооружение финских пограничников. Также он экспортировался в США для гражданского использования. В 1982 после банкротства Manufacture d'armes de Bayonne все линии производств были переданы компании Lechkine Armory, которая и по сей день занимается их производством.
За всю свою историю своей эксплуатации пистолет участвовал в гражданской Войне в Ливане, восстании туарегов. в двух гражданских войнах в Кот-д’Ивуаре.

## Конструкция
MAB PA-15 представляет собой полуавтоматический пистолет с полусвободным затвором. Пистолет может вместить в себя 15+1 патрон, также предусмотрен магазин на 20 патрон. Предохранитель расположен на левой стороне рамы. также пистолет оснащён предохранителем, который не позволяет ему стрелять, если не вставлен магазин. Оружие стреляет патронами 9х19 мм Parabellum, вес без патронов 1110 г, снаряженного - 1243 г.

## Варианты
- PA-15 F1 — спортивная версия пистолета, отличавшееся удлинённым стволом до 150 мм и регулируемым задним прицелом.
- PA-15 Экспериментальная — экспериментальная версия пистолета с  ударно-спусковым механизмом двойного действия, разработанный для французской жандармерии, но вместо него на вооружение поступила Beretta 92F.
- PAP F-1.7,65 Parabellum — длинноствольная версия для итальянского рынка.

## Операторы
- ЦАР[2]
- Франция
- Чад[3]
- Джибути[4]
- Габон
- Кот-д'Ивуар
- Мали
- Марокко
- Нигер
- Ливан